# 1-й Красногвардейский проезд
Пе́рвый Красногварде́йский прое́зд — улица в Москве в Пресненском районе между Мантулинской и Тестовской улицами.

## Происхождение названия
Названа в 1955 году по близости к Красногвардейским улицам. В 1925—1955 годах — Сельсоюзный проезд (или переулок), до того — Костылёвская улица посёлка Тестовский  (по другим источникам — улица Огородники  ).

## Описание
1-й Красногвардейский проезд начинается от Мантулинской улицы и проходит на юго-запад параллельно Шмитовскому проезду, слева к нему примыкает Выставочный переулок, справа — Улица Антонова-Овсеенко и 2-й Красногвардейский проезд, затем слева — Тестовская улица. Выходит на Третье транспортное кольцо севернее станции метро «Международная». Проезд проходит между южной и северной частями Москва-Сити.

## Здания и сооружения
По нечётной стороне:
По чётной стороне:

## Транспорт

### Станции метро
- Деловой центр
- Москва-Сити

### Железнодорожный транспорт
- Москва-Сити
- Москва-Сити

### Наземный транспорт
Автобусы:
- № м31
- № м32
- № с344